# کلارنس ایروینگ لوئیس
کلارنس ایروینگ لوئیس (Clarence Irving Lewis; متولد ۱۲ آوریل ۱۸۸۳ و درگذشته ۳ فوریه ۱۹۶۴) فیلسوف آمریکایی و بنیانگذار پراگماتیسم مفهومی است. ابتدا یک منطق‌دان برجسته بود و بعد به معرفت‌شناسی رو آورد و بیست سال آخر عمرش را بیشتر وقف نوشتن دربارهٔ اخلاق کرد. نشریه نیویورک تایمز از او به عنوان «یک صاحب‌نظر ممتاز در منطق نمادی و مفاهیم فلسفی معرفت و ارزش» یاد کرد.

## منطق موجهات
او اولین کسی بود که برای منطق موجهات نظام اصل موضوعی ایجاد کرد. او تأکید کرد که تنها شکل استلزام معتبر، استلزام اکید است. وضع استلزام اکید به خاطر پرهیز از تناقض‌های استلزام مادی بود.